# Нојнкирхен (Вестервалд)
Нојнкирхен (њем. Neunkirchen) општина је у њемачкој савезној држави Рајна-Палатинат. Једно је од 192 општинска средишта округа Вестервалд. Према процјени из 2010. у општини је живјело 576 становника. Посједује регионалну шифру (AGS) 7143271.

## Географски и демографски подаци
Нојнкирхен се налази у савезној држави Рајна-Палатинат у округу Вестервалд. Општина се налази на надморској висини од 320 метара. Површина општине износи 6,6 km². У самом мјесту је, према процјени из 2010. године, живјело 576 становника. Просјечна густина становништва износи 87 становника/km².